# Niʿmatullāhīya

Emblem des Ordens

Die Niʿmatullāhīya ist ein persischer Sufi-Orden, der nach dem Gründer des Ordens, Niʿmatullāh Walī, benannt ist. Er entstand im 14. Jahrhundert im Südosten Persiens und verbreitete sich bis nach Indien. Zwischen dem 16. und 18. Jahrhundert bestand der Orden fast ausschließlich im indischen Dekkan weiter; erst Ende des 18. Jahrhunderts wurde er wieder in Persien eingeführt. Der Orden, der schon früh in seiner Geschichte schiitisiert wurde, ist heute einer der weitverbreitetsten Sufi-Orden in Iran und hat auch zahlreiche Anhänger in der westlichen Welt.

## Geschichte

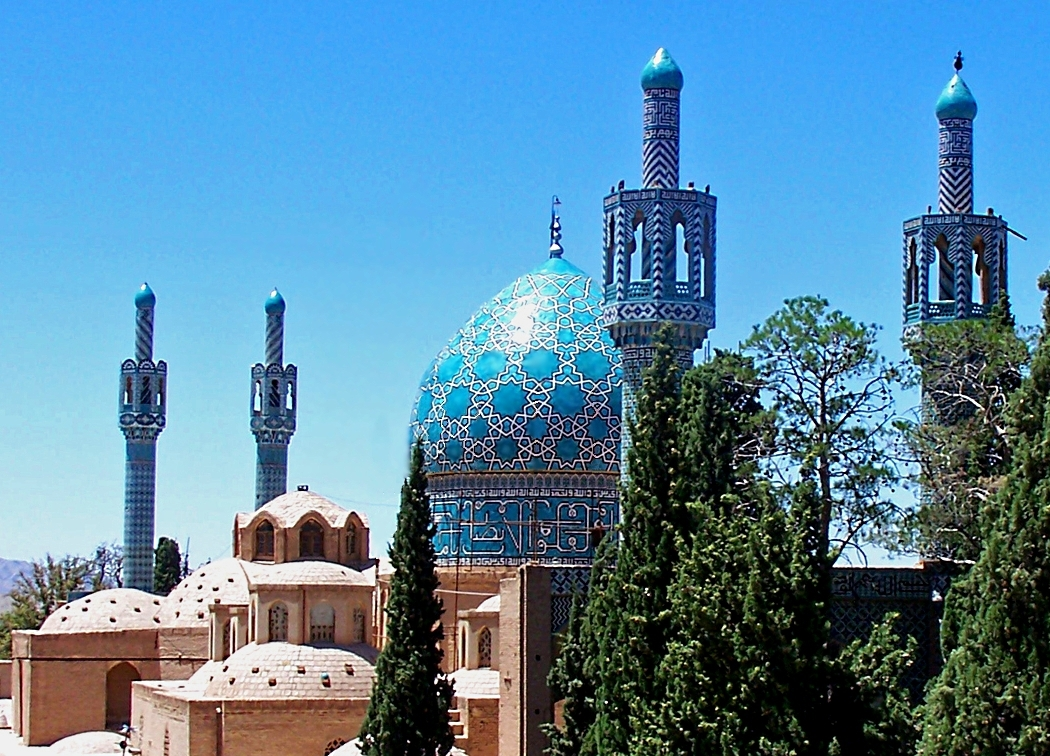
Mausoleum des Ordensgründers Schah Niʿmatullāh Walī in Mahan, Provinz Kerman, Iran (Nationales Denkmal)

### Der Gründer

#### Leben

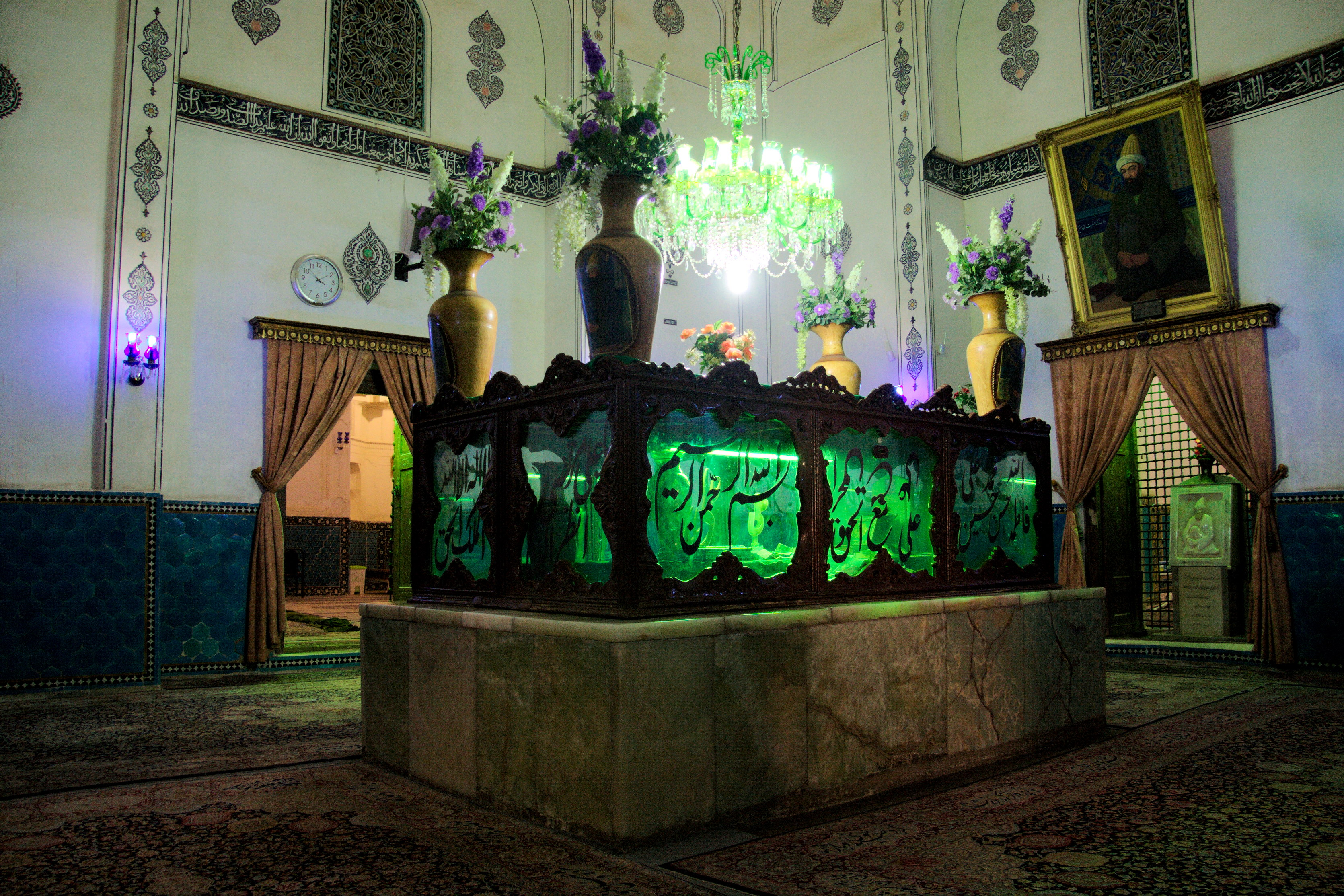
Kenotaph von Niʿmatullāh Walī in Mahan

Schah Niʿmatullāh Nūr ad-Dīn ibn ʿAbdallāh Walī (geb. 1329 oder 1330 in Aleppo) war ein sunnitischer Sufi und Poet. Sein Vater Mīr ʿAbdallāh war einer der bedeutendsten Sufis seiner Zeit und ein Nachkomme des fünften Imams Muhammad al-Bāqir (gest. 732 oder 736).
Seine Mutter stammte von den Schabankara-Herrschern von Fars ab. Schon im Kindesalter wurde Niʿmatullāh von seinem Vater in den Sufismus eingeführt und von verschiedenen Gelehrten in Schiras in der islamischen Rechtslehre (fiqh), Theologie, Theosophie und Rhetorik ausgebildet. Auf der Suche nach einem Meister reiste er in seiner Jugend durch viele Länder und lernte unter zahlreichen Gelehrten. Mit 24 Jahren lernte er auf der Pilgerfahrt in Mekka den Gelehrten und Sufi ʿAbdallāh al-Yāfiʿī (gest. 1367) kennen, blieb bis zu seinem Tod bei ihm und wurde sein Nachfolger. Anschließend reiste er erneut durch die Region und hielt sich unter anderem in Ägypten und später in Transoxanien auf, wo er zum ersten Mal als Vertreter eines neuen Ordens auftrat. Vor allem während seines mehrjährigen Aufenthaltes in Shahrisabz in der Nähe von Samarkand konnte er eine große Anzahl von türkischstämmigen Nomaden an sich binden, was letztendlich dazu führte, dass Timur ihn aufforderte, die Region zu verlassen. Von dort ging Niʿmatullāh nach Herat, wo er die Enkelin des Poeten Mīr Husainī Harawī (gest. ca. 1370) heiratete. Nach einem kurzen Aufenthalt in Maschhad ließ er sich in Kuhbanan, Kerman und schließlich in Mahan nieder, wo er bis zu seinem Tod 1430/31 lebte und lehrte.

#### Lehren und Werke
Niʿmatullāh betrachtete den Sufismus nicht als ein Privileg, das nur bestimmten Menschen zugänglich war, sondern als den Weg der Liebe und somit als ein Bedürfnis aller Menschen. Deshalb akzeptierte er alle Schüler, die aufrichtig von ihm lernen wollten. Er beschäftigte sich selbst mit Landwirtschaft und motivierte seine Anhänger ebenfalls dazu, einer Beschäftigung nachzugehen. Faulheit und Rückzug führten seiner Meinung nach zu Depressionen, während Arbeit und der Dienst für die Menschen die Seele stärkten. Vor allem der Dienst für andere Menschen und Nettigkeit seien der beste Weg, um das eigene Herz zu reinigen. Im Gegensatz zu anderen Sufi-Orden, die den Rückzug aus der Gesellschaft propagierten, rief Niʿmatullāh zu einer „Einsamkeit unter Menschen“ auf. Er verbot seinen Anhängern das Konsumieren von Haschisch und Opium, was zu seiner Zeit relativ üblich war, und auch das Tragen von kennzeichnender sufischer Kleidung, da der spirituelle Zustand nicht zur Schau gestellt werden sollte. Außerdem war er der Ansicht, dass die Vorschriften des Islam streng eingehalten werden müssen, weil nur eine Kombination aus Scharia und Tarīqa zur Wahrheit führen könnten. Niʿmatullāh trat an allen Orten, an die er reiste, mit anderen Gelehrten in Kontakt und tauschte sich mit ihnen aus. Seine Lehren entstanden also unter dem Einfluss vieler Gelehrter und Orden. Schon früh in seiner Ausbildung beschäftigte er sich ausgiebig mit den Lehren und Werken des andalusischen Sufis und Philosophen Ibn Arabi und integrierte diese in seine eigenen.
Nachdem er 60 Jahre alt geworden war, fing er an zu dichten. Er erlangte mit seinen Gedichten schon zu Lebzeiten einen weiten Ruhm. Seine Dichtung war meist in der Form des Ghasels geschrieben und beschäftigte sich unter anderem mit der wahdat al-wudschūd-Lehre. Später wurden seine Gedichte sogar als Vorhersagen wichtiger historischer Ereignisse aufgefasst und interpretiert. Sein Diwan bildet eines seiner wichtigsten Werke. Insgesamt verfasste er mehrere hundert Werke, die von kürzeren exegetischen Essays über den Koran bis zu Abhandlungen über die Lehren des Ibn Arabi reichen.

### Verlagerung nach Indien
Niʿmatullāh Walīs Ruf verbreitete sich schon zu seinen Lebzeiten in ganz Persien und auch in Indien. Der bahmanidische König von Dekkan, Ahmad Schah I. (reg. 1422–36), lud ihn nach Bidar an seinen Hof ein, er jedoch verblieb in Mahan und schickte stattdessen seinen Enkel Nūrullāh und einen Brief, in dem er dem Herrscher den Beinamen Walī gab. Ahmad Schah Walī begrüßte Nūrullāh mit großer Freude und gab ihm seine Tochter zur Frau. Nach Niʿmatullāh Walīs Tod lud der Herrscher diesmal seinen Sohn und Nachfolger Burhān ad-Dīn Chalīlullāh (1374–1460) ein, der dieser Einladung schließlich folgte. Chalīlullāh, seine Nachfolger und die Anhänger des Ordens hatten jahrelang eine gute Beziehung zum Bahmaniden-Hof, gingen Ehen mit dem Herrscherhaus ein und bekamen politische Posten. Sie hatten jedoch religiös und spirituell keinen großen Einfluss in der Gesellschaft.
Bei seinem Auszug aus Persien zwischen 1433 und 1435 überließ Burhān ad-Dīn Chalīlullāh Mahan seinem Sohn Mīr Schams ad-Dīn (gest. ca. 1450). Nach dessen Tod hatte der Orden keinen einflussreichen spirituellen Anführer mehr im Iran. Als Schah Ismail I. 1501 den Safawiden-Staat gründete und die Zwölfer-Schia zur offiziellen Staatsreligion machte, mussten alle Sufi-Orden, die nicht schiitisch waren, das Land verlassen oder wurden in Randregionen gedrängt. In dieser Zeit entwickelte sich die Niʿmatullāhīya zu einem offiziell schiitischen Orden. Das Zentrum wurde nach Yazd verlegt und die Mitglieder des Ordens hatten zunächst eine gute Beziehung zum Safawiden-Hof, heirateten in den Hof ein und bekamen politische Posten. Als jedoch ein Familienmitglied, Amīr Ghiyāth ad-Dīn Mīrmīrān, zur Zeit von Schah Abbas I. (reg. 1587–1629) in einen Aufstand verwickelt war, verfiel der Orden in Ungnade. Mit der Zeit verschwand die Niʿmatullāhīya zum großen Teil aus Persien, auch wenn die Familie bis ca. 1671–72 in Yazd Posten behielt.

### Rückverlagerung nach Persien
Im Jahr 1770 schickte der 13. Nachfolger von Niʿmatullāh Walī, Ridā ʿAlī Schāh Dakkanī (gest. 1799), der sich in Indien aufhielt, auf Anfrage der verbliebenen Anhänger im Iran seinen Schüler Maʿsūm ʿAlī Schāh nach Persien. Maʿsūm wurde in der Bevölkerung mit einer großen Begeisterung empfangen und konnte schnell viele Anhänger gewinnen. In Schiras traf er auf Faiz ʿAlī Schāh, seinen Sohn Nūr ʿAlī Schāh (gest. 1797) und Muschtāq ʿAlī Schāh (gest. 1792), die sich ihm anschlossen. Sie hatten zunächst eine gute Beziehung zum dortigen Zand-Herrscher Karim Khan-e Zand (gest. 1779), mussten aber schon bald aufgrund von Konflikten die Stadt verlassen. Ein anderer Zand-Herrscher, ʿAlī Murād Chān (gest. 1785) in Isfahan, bot ihnen Zuflucht. Durch seine Unterstützung konnte sich der Orden in dieser Zeit sehr gut entfalten. Jedoch kam es auch mit ʿAlī Murād Chān zu Streitigkeiten, da die Niʿmatullāhī-Anführer seinen ausschweifenden Lebensstil für seine militärischen Misserfolge verantwortlich machten und auch die Gelehrsamkeit in Isfahan sich gegen die Sufis aussprach, da sie den steigenden Einfluss der Niʿmatullāhīs als eine Bedrohung empfanden. Nach Faiz ʿAlī Schāhs Tod wurden sie verfolgt und mussten fliehen. Auf der Flucht wurden Maʿsūm ʿAlī Schāh und Nūr ʿAlī Schāh sogar die Ohren von Soldaten ʿAlī Murād Chāns abgeschnitten.
In Maschhad erhielten die Niʿmatullāhīs schließlich Asyl. Maʿsūm reiste nach Herat und dann nach Indien und schickte Nūr ʿAlī Murād Chān und Muschtāq ʿAlī Murād Chān nach Mahan. Mit der steigenden Beliebtheit der Sufis in Mahan nahm auch erneut die Opposition der schiitischen Gelehrsamkeit gegen sie zu. Dabei spielten sicherlich auch die Idee Nūr ʿAlīs, die später auch allgemeine Anerkennung im Orden fand, dass der Qutb, also der Sufimeister, der tatsächliche Stellvertreter des verborgenen Imams sei, und seine allgemeine Kritik an der schiitischen Gelehrsamkeit eine wichtige Rolle. Schließlich wurde Muschtāq 1792 bei einer Freitagspredigt gegen den Sufismus zusammen mit anderen Sufis gesteinigt und umgebracht. Nūr ʿAlī Schāh schaffte es erneut zu fliehen und begab sich zunächst nach Karbala und anschließend nach Bagdad, wo ihm der osmanische Statthalter Schutz bot. In Karbala traf er auf Maʿsūm ʿAlī Schāh und die beiden gingen zusammen nach Kermānschāh. Der schiitische Gelehrte Mohammad-Bāqer Behbehānī (gest. 1801), der aufgrund seiner scharfen Ablehnung und Verfolgung von Sufis auch „Sufi-Mörder“ (ṣūfī-kuš) genannt wurde, ordnete schließlich die Hinrichtung der Niʿmatullāhī-Anführer an. Maʿsūm ʿAlī Schāh wurde 1795 vergiftet und Nūr ʿAlī Schāh, der erneut geflohen war, wurde zwei Jahre später von Anhängern Behbehānīs in Mosul getötet. Der damalige Qutb des Ordens, Muzaffar ʿAlī Schāh, wurde 1800 ebenfalls vergiftet. Nach Behbehānīs Tod entschärfte sich der Konflikt zwischen den Niʿmatullāhīs und den schiitischen Gelehrten. Die Niʿmatullāhīya passte sich ihnen in einigen Punkten an und betrieb außerdem Taqīya, um weitere Konflikte zu vermeiden; auch die Aufnahmebedingungen in den Orden wurden erleichtert. Über das 19. Jahrhundert wuchs der Orden, spaltete sich jedoch auch in teilweise verfeindete Zweige.

### Aufspaltung des Ordens
| Die Zweige des Ordens | Die Zweige des Ordens     |
| --------------------- | ------------------------- |
| 1.                    | Gunābādī-Zweig            |
| 2.                    | Kawthar-ʿAlī-Schahī-Zweig |
| 3.                    | Dhū-r-Riyāsatain-Zweig    |
| 4.                    | Safī-ʿAlī-Schāhī-Zweig    |
| 5.                    | Schams-al-ʿUrafā-Zweig    |

Maʿsūm ʿAlī Schāh und Nūr ʿAlī Schāh schafften es am Ende des 18. Jahrhunderts, den Sufismus wieder in Persien einzuführen und seinen Platz in der persischen Gesellschaft und Kultur zu sichern, was Auswirkungen bis heute hat. Nach Behbehānīs Tod entschärfte sich der Konflikt zwischen den Gelehrten und den Sufis. Dazu trug auch bei, dass Husain ʿAlī Schāh (gest. 1818), der von Nūr ʿAlī Schāh designierte nächste Qutb, zu einer eher unauffälligen und persönlichen Art des Sufismus einlud.
Der Nachfolger von Husain, Madschdhūb ʿAlī Schāh (gest. 1823), war der letzte Qutb, der den Orden ungeteilt anführte. Nach seinem Tod gab es Uneinigkeiten bei der Bestimmung eines Nachfolgers, und die Niʿmatullāhīya spaltete sich in drei Zweige. Der Hauptzweig wurde weitergeführt von einem gewissen Mast ʿAlī Schāh (gest. 1837) und anschließend Rahmat ʿAlī Schāh (gest. 1861), der zur weiteren Verbreitung des Ordens beitrug, indem er Scheiche in Iran, Indien und Gebieten der heutigen Türkei einsetzte. Nach seinem Tod spaltete sich der Orden nochmals.
Nach einer Reihe von weiteren Qutbs wurde 1953 schließlich Javad Nurbakhsh (gest. 10. Oktober 2008) mit 26 Jahren der Nachfolger von Mūnis ʿAlī Schāh (gest. 1953). Javad war der erste Qutb des Ordens mit einer modernen Ausbildung, trug auch westliche Kleidung und wurde zum Professor der Psychiatrie an der medizinischen Fakultät der Universität von Teheran. Er verfasste zahlreiche Werke im Bereich der Psychologie und des Sufismus und eröffnete mehrere Chanqāhs in Iran und später auch in der westlichen Welt. Er trug in großem Maße zur Modernisierung des Ordens bei.
Aktueller Qutb des Ordens ist sein Sohn Alireza Nurbakhsh, Doktor der Philosophie der Universität Wisconsin und praktizierender Rechtsanwalt in London.

### Ausbreitung in den Westen

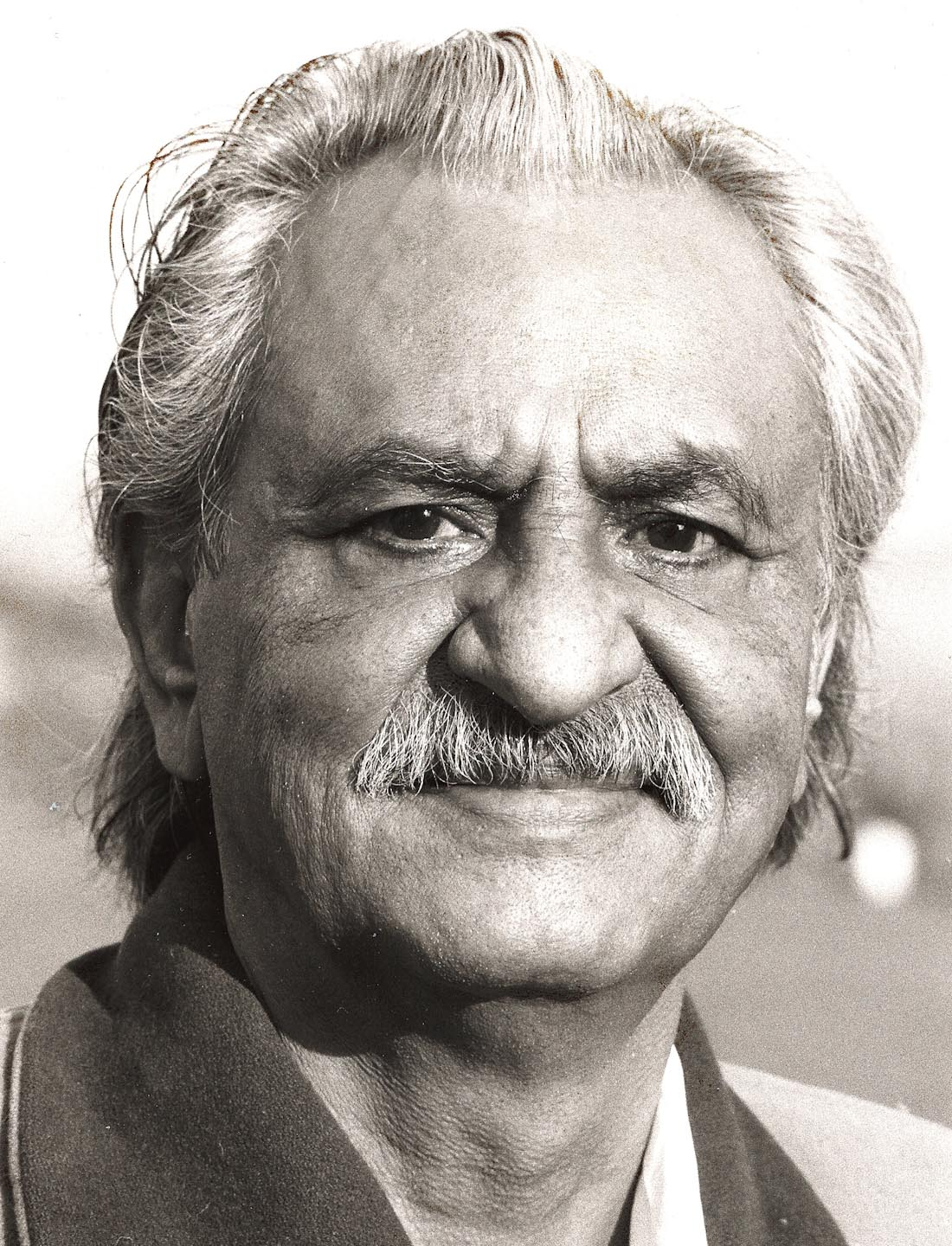
Javad Nurbakhsh

Javad Nurbakhsh reiste 1974 zum ersten Mal in die Vereinigten Staaten und nach Großbritannien, wo auch die ersten Chanqāhs außerhalb des Iran eröffnet wurden. Nach der Iranischen Revolution 1979 zog Nurbakhsh in die Vereinigten Staaten und 1983 nach Großbritannien. Mit der Zeit wurden immer mehr Chanqāhs in Amerika, europäischen Ländern und sogar Australien und Neuseeland eröffnet. Geschätzt hat der Orden um die 3600 Anhänger und neun Scheiche außerhalb des Iran. Auch wenn die Grundideen des Ordens unverändert geblieben sind, passte man sich doch in einigen Punkten den Umständen in den westlichen Ländern an.
In den Chanqāhs sind Menschen mit verschiedenen ethnischen und sozialen Hintergründen vertreten. Auch gibt es eine große Anzahl an iranischen Exilanten, die das Land nach der Revolution verlassen haben und eher unorthodox sind. Im Gegensatz zu den Chanqāhs in Iran gibt es keine strikte Geschlechtertrennung und kein Verschleierungsgebot für Frauen. Außer dem persischen Neujahr und dem Ramadanfest werden andere islamische und schiitische Feste eher nicht gefeiert. Zum Eintritt in den Orden wird eine Konversion zum Islam zwar vorausgesetzt, jedoch werden den Konvertiten nicht zwangsläufig muslimische Namen gegeben und die Ausführung der religiösen Regeln wird ihnen selbst überlassen, da das Befolgen der Scharia eher als eine Privatsache betrachtet wird und auch in den Werken von Dr. Javad Nurbakhsh nicht übermäßig betont wird.
Ein wichtiger Aspekt im Selbstverständnis des Ordens im Westen ist die Betonung des persischen Ursprungs des Sufismus und somit auch der persischen Kultur und Sprache. Dabei wird auch Bezug zu vorislamischen persischen Elementen genommen.
Der Orden hat eine eigene Website, die auf 14 Sprachen aufrufbar ist. Hier kann man einführende Informationen zur Geschichte des Ordens, dem Ordensgründer, Javad Nurbakhsh und den Grundlehren und -ideen der Niʿmatullāhīya bekommen. Außerdem kann man das nächste Chanqāh in der eigenen Umgebung ausfindig machen und mit den Mitgliedern in Kontakt treten.
Der Orden hat seit 1978 auch ein Verlagshaus (Khanaqahi-Ni’matu’llahi Publications) in New York und veröffentlicht seit 1988 halbjährlich die Zeitschrift Sufi auf Englisch und Deutsch, die seit 2012 auch online zugänglich ist.

## Lehren und Praktiken
Auch wenn die Niʿmatullāhīya heute als ein zwölfer-schiitischer Orden gilt, weist die Lehre Abweichungen von der offiziellen Theologie der Zwölfer-Schia auf. Der Hauptunterschied liegt in der Bestimmung des Stellvertreters des verborgenen zwölften Imams. Während die zwölfer-schiitische Gelehrsamkeit sich als Ganzes als den Stellvertreter sieht, ist der Niʿmatullāhīya zufolge nur der Qutb dieser Aufgabe gewachsen. Dieser Gedanke wurde am Ende des 18. Jahrhunderts von Nūr ʿAlī Schāh entwickelt und sorgte schon zu seiner Zeit für Auseinandersetzungen mit den schiitischen Gelehrten. Um weitere Konflikte zu vermeiden, wird der Gedanke des Qutb als Stellvertreter zwar nicht mehr offen proklamiert, besteht in der Lehre des Ordens jedoch weiter.
Javad Nurbakhsh definiert das Ziel des Sufismus als das Erkennen der Wahrheit. Ein Sufi ist derjenige, der die Wahrheit mit Liebe und Hingabe sucht. Nur der „Perfekte“, der frei von seiner Triebseele (nafs) ist, kann die Wahrheit tatsächlich erkennen. Dieser ist in der Person von ʿAlī ibn Abī Tālib manifestiert. ʿAlī ist das beste Beispiel, weil seine Perfektion selbst erarbeitet war, während die des Propheten ein Geschenk Gottes war. ʿAlī erreichte diesen Status, indem er vom Propheten lernte. Diese Meister-Schüler Beziehung gilt als Modell für die Sufi-Meister und ihre Schüler. Ein Derwisch kann zur Wahrheit (ḥaqīqa) gelangen, indem er die Scharia befolgt und sich einem Meister hingibt, was die Tarīqa darstellt. Auch ist es wichtig, dass die Anhänger einer Beschäftigung nachgehen, was schon seit der Gründungszeit des Ordens zu den Grundsätzen des praktischen Lebens der Niʿmatullāhīs gehört.
Javad Nurbaksh nennt fünf Prinzipien, an die sich alle Derwische des Ordens halten sollen:
1. Dhikr: Unter Dhikr versteht Javad Nurbakhsh das ungestörte Gedenken an Gott, bei dem man alles andere ignoriert. Es gibt verschiedene Verhaltensregeln (ādāb) für den Dhikr, die von der rituellen Waschung (wuḍūʾ) bis zu einer bestimmten Körperhaltung reichen. Neben dem lauten Dhikr (ḏikr ǧalī), der meist in Versammlungen im Chanqāh gemeinsam durchgeführt wird, gibt es auch den bevorzugten leisen Dhikr (ḏikr ḫafī), der auch in das alltägliche Leben eingebaut werden kann.[70]
2. Fikr: Dies ist das Nachdenken über Gott, wobei man den Verstand von allem anderen leert. Dabei spielt neben dem Verstand auch das Herz eine Rolle, denn bei der Besinnung des Herzens ist Gott der Meister und die Motivation, und nicht der Intellekt[71].
3. Murāqaba: Murāqaba, wörtlich „Beobachtung, Aufsicht, Überwachung“,[72] bezeichnet eine Art Meditationszustand, bei dem der Sufi versucht, sich in Gedanken nur auf Gott zu konzentrieren und so der Welt gegenüber zu „sterben“ und in Gott „wiedergeboren“ zu werden. Auch hier gibt es bestimmte Verhaltensregeln und empfohlene Körperhaltungen.[73]
4. Muhāsaba: In der sufischen Terminologie bezeichnet Muhāsaba das Überdenken der eigenen Taten und Gedanken auf dem Weg zu Gott, der über jede Handlung des Menschen Bescheid weiß. Dabei gibt es drei Arten: die Reflexion über sich selbst, über den sufischen Weg und über das Göttliche.[74]
5. Wird: Der Wird kann sich auf die alltäglichen Beschäftigungen und die täglichen rituellen Gebete oder die Wiederholung bestimmter Koranverse, Hadithe und Gebete beziehen, die dem Sufi vom Meister aufgetragen werden.[75]

## Organisation und Hierarchie
Innerhalb des Ordens besteht eine strenge Hierarchie. An der Spitze steht der Qutb, dessen Silsila bis zum Propheten Mohammed reichen muss und der selbst von einem Sufi-Meister ausgebildet sein muss. Die Bestimmung des Nachfolgers erfolgt für gewöhnlich über Designation. Es gab in der Geschichte des Ordens aber auch Nachfolgestreitigkeiten, die in einigen Fällen zur Spaltung und zur Entstehung von Seitenzweigen führten. Dem Qutb untersteht eine Anzahl von Scheichen, die zurzeit alle Männer sind. Die Murīd genannten Anhänger des Ordens sind zum vollständigen Gehorsam gegenüber dem Qutb und dem Scheich (murād) verpflichtet. Darüber hinaus bestehen gegenseitig weitere Pflichten und Rechte, die von beiden Seiten erfüllt werden müssen.
Im Mittelpunkt des sozialen und spirituellen Lebens des Ordens steht der Chanqāh, der auf Deutsch auch „Sufihaus“ genannt wird. Das ist meist ein schlichtes Gebäude oder eine Wohnung, in der sich die Ordensmitglieder regelmäßig treffen. Das Konzept eines solchen Ortes, an dem man sich trifft und gemeinsam lernt und sufischen Praktiken nachgeht, ist in vielen Sufi-Orden vorhanden. Auch den Propheten werden metaphorische Chanqāhs zugeschrieben, so wie etwa der Brunnen für den Propheten Yūsuf und die Kaaba für den Propheten Mohammed.
Auch in den Chanqāhs gibt es eine eindeutige Hierarchie: an der Spitze steht der Scheich, diesem untersteht der Wegweiser (pīr ad-dalīl) und jenem der Teemeister. Außerdem gibt es einen Hausmeister und je nach Bedarf Helfer und helfende Derwische (ahl al-ḫidma). Einige Derwische wohnen in den Chanqāhs und zahlen Miete. Darüber hinaus werden die Tätigkeiten des Ordens hauptsächlich über Spenden finanziert.
Es finden in der Regel jeden Donnerstag- und Sonntagabend Treffen statt, in denen gemeinsam verschiedene Praktiken wie Gebete, Dhikr, Meditation und Samāʿ ausgeführt werden. Darüber hinaus hören sich die Anhänger auch gemeinsam Musik oder Aufnahmen von Reden des Qutb an.

## Initiation
Die psychische und physische Initiation eines Anwärters in den Orden ist mit zahlreichen Riten und Praktiken verbunden. Bei der genauen Umsetzung bestehen Unterschiede zwischen den verschiedenen Zweigen und bei einigen spielt die Zeremonie fast keine Rolle mehr. Dennoch ist die Initiation ein wichtiger Prozess, der die Grundideen des Ordens widerspiegelt und durch den Anwärter zu offiziellen Mitgliedern des Ordens werden. Grundsätzlich muss der Anwärter einen Beruf haben und darf keine psychischen Störungen oder eine Drogen-/Alkoholsucht haben. Mit kleinen Unterschieden ist das Ritual für Frauen und Männer identisch.
In Iran haben die meisten Anwärter einen schiitischen Hintergrund und bekommen bei der Initiation einen Pass mit dem Datum ihrer Initiierung in den Orden und den Gebeten und Dhikr-Formeln (aḏkār), die sie rezitieren müssen. Diese Pässe dienten einst als Erkennungsmerkmal, da die Chanqāhs in Iran oft auch eine Unterkunft für Reisende und Derwische anderer Orden waren. Die Ordensmitglieder im Westen hingegen haben keine Pässe, da sich in den Niʿmatullāhī-Chanqāhs generell nur Derwische aus dem eigenen Orden aufhalten. Die Gebete und Dhikr-Formeln sind in einem Handbuch von Javad Nurbakhsh festgehalten. Bis 1991, als Scheiche in den Chanqāhs im Westen eingesetzt wurden, wurden neue Anhänger von Nurbakhsh persönlich oder seinem Hauptscheich Masha'Allah Niktab' initiiert.
Vor dem eigentlichen Ritual muss der Anwärter die Nīya fassen und fünf symbolische Ghusl-Waschungen durchführen:
1. Waschung der Tauba: Der Anwärter zeigt Reue für all seine vorherigen Missetaten.
2. Waschung der Ergebenheit gegenüber dem Islam: Der nichtmuslimische Anwärter akzeptiert den Islam und der muslimische Anwärter verspricht erneut, sich den Regeln des Islams zu unterwerfen.
3. Waschung der spirituellen Armut (faqr): Die äußere Waschung steht für eine innere Reinigung in Vorbereitung auf den Weg der spirituellen Armut.
4. Waschung der Ziyāra: Der Anwärter reinigt sich äußerlich wie innerlich, bevor er vor den Meister tritt.
5. Waschung der Erfüllung (qaḍāʾ al-ḥāǧāt): Der Anwärter betet dafür, den Status der Vollkommenheit zu erreichen und ins Paradies zu gelangen.[91]

Nachdem der Anwärter auf diese Weise einen Status der Reinheit erreicht hat, übergibt er dem Meister fünf Geschenke, die ebenfalls symbolisch sind und seine spirituelle Armut repräsentieren:
1. Weißes Tuch: Das weiße Tuch repräsentiert das Leichentuch und steht für die vollkommene Ergebenheit des Anwärters gegenüber Gott und seinem Meister.
2. Muskatnuss: Die Muskatnuss steht für den Kopf des Anwärters, der verspricht, die spirituellen Geheimnisse, die ihm gegeben werden, nicht preiszugeben.
3. Ring: Der Ring symbolisiert die Verbindung des Herzens des Anwärters mit Gott. Mit der Übergabe des Rings verspricht der Anwärter, sich nur Gott hinzugeben und nach nichts anderem mehr zu streben.
4. Münze: Die Münze repräsentiert den weltlichen Reichtum. Der Anwärter verbannt dies aus dem Herzen und akzeptiert die spirituelle Armut. Das bedeutet jedoch nicht, dass der Orden Reichtum gegenüber negativ eingestellt ist. Wenn ein Sufi reich ist, soll er großzügig sein und wenn er arm ist, soll er geduldig sein.
5. Süßigkeiten: Die Süßigkeiten sind ein Zeichen der Freude für die „zweite Geburt“ des Anwärters durch sein Eintreten in die spirituelle Armut.[92]

Anschließend verpflichtet sich der Anwärter, folgende fünf Grundregeln einzuhalten:
1. Die Befolgung der Scharia und die Bezeugung, dass ʿAlī der Freund Gottes (walī Allāh) ist.
2. Freundlichkeit gegenüber allen Geschöpfen Gottes.
3. Die Bewahrung der Geheimnisse, die dem Sufi auf dem Weg anvertraut werden.
4. Befolgung des Meisters, ohne ihn zu hinterfragen.
5. Vorbereitung eines speziellen Essens als Opfergabe, das dann an die Derwische verteilt wird.

Zum Schluss drückt der Anwärter seine Ergebenheit gegenüber dem Meister aus, der ihn noch einmal an die Grundlehren des Ordens erinnert und für die Vergebung seiner Sünden betet. Mit Abschluss der Zeremonie ist der Anwärter nun offiziell in den Orden und den Chanqāh eingeführt.